# Ексцизија трансформацијских зона
Ексцизија трансформацијских зона (LETZ) је савременија метода конизације цервикалних интраепителних неоплазија (ЦИН), код које је потребан што поштеднији, а опет довољан облик лечења. Наиме она омогућава одстрањење абнормалних промена у целини, и не ставити значајније последице на репродуктивни систем жене. Имајући у виду да су патологијом грлића материце обухваћене претежно жене репродуктивног и адолесцентног доба, ексиција трансформацијских зона (LETZ) даје одличне резултате.

## Индикације
Овим захватом одстрањује се трансформацијска зона врата материце или зона сс живим подручјима на граници између вишеслојног плочастог епитела, који споља прекрива врат материце и цилиндричног епитела, и облаже унутрашњост канала који води у шупљину материце. То је подручје где се налази и незрели метапластичне епител, који је најосетљивији на деловање онкогених чинилаца.

## Принципи
Метода се заснива на примени нисковолтажне дијатермијске петље - електричне омче, при чему се истовремено врши сечења ткива и коагулације дуж линије реза. У свакодневној употреби LETZ не означава саму технику - употребу електричне омче, и не само за одстрањивање трансформацијске зоне, већ и методу за узимање узорака ткива врата материце са било ког његовог дела, што се назива LETZ биопсија, као и методу за одстрањивање дела врата материце у облику конуса - LETZ конизација.
Одстрањени комад ткива врата материце потом се у лабораторији патохистолошки процењују.

## Добре и лоше стране методе
Ексцизија трансформацијских зона је минимално инвазивни захват јер се резом не иде толико у дубину врата материце, већ је отклањање ткива површније, што може бити и мач са две оштрице. Наиме, тек након захвата и хистолошке провере одстрањеног ткива може се тачно утврдити да ли је лезија отклоњена у целини. Како високофреквентна струја коагулише крвне судове, крварење је при захвату оскудније, а пластика грлића је непотребна. Због свог поштедног карактера, ова метода се посебно препоручује женама које још нису рађале.

## Компликације
Иако по свом обиму конизација није велик хируршки захват, стопа компликација релативно је висока. Према периоду јављања у односу на конизацију грлића компликације могу бити ране и касна.

### Ране компликације
Јаче, неконтролисано крварење
Ово је најчешћа рана компликација захвата, које се јавља у 6—7% случајева. Ова врста крварења може да захтева трансфузију крви или крвних компоненти, а у случају животно угрожавајућег крварења и хистеректомију (одстрањење материце).
Повреде суседних органа
Најћешће, повреде су локализоване на: крвним судовима, цревима, мокраћној бешикци, уретеру). Рризик је већи након претходних операција, са прираслицама или поремећеном анатомијом
Инфекције
Инфекције могу бити: упала материци, уринарног тракта, плућа, трбушне марамице.
Тромбоза и тромбоемболија
У изузетним случајевима постоји могућност стварања крвних угрушака и зачепљења крвних судова

### Касне компликације
Део пацијенткиња (око 4%) може имати касније компликацје у виду проблема са зачећем трудноће, спонтаним побачајем или превременим порођајем (1%).
Међутим у једној великој студији утврђено је да су жене у временском интервалу од ексиције трансформацијских зона, мање остају трудне у првих 12 месеци, или је у првих 12 месеци или више, код њих значајно повећан ризик за спонтани побачај, у до 18% случајева у поређењу са 4,6% колико је уобичајено. Са друге стране, код жена које су затруднеле, у студији није утврђен повећан ризик од превремених порођаја после ексиције трансформацијских зона.

## Мере превенције након ексцизије трансформацијских зона
Следеће мере превенциј могу помоћи у заштити здравља грлића материце:
- Редовно обављајте карличне прегледе и скрининг тестове за рак грлића материце .
- Престати са пушењем дувана (јер пушење повећава ризик од рака грлића материце).
- Ограничите број сексуалних партнера и користите кондоме како би се смањио ризик од полно преносивих инфекција.